# 완전수

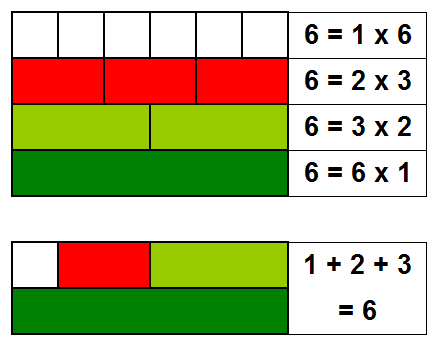

수론에서 완전수(完全數, 영어: perfect number)는 진약수의 합(자기 자신을 제외한 양의 약수를 모두 더한 값)이 자기 자신과 같은 자연수다. 또는 모든 양의 약수를 더했을 때 자기 자신의 2배가 되는 자연수라고도 한다.
처음 5개의 완전수는 6, 28, 496, 8128, 33550336(3355만 336)이다. (OEIS의 수열 A000396)
```
   6 = 1 + 2 + 3
  28 = 1 + 2 + 4 + 7 + 14
 496 = 1 + 2 + 4 + 8 + 16 + 31 + 62 + 124 + 248
8128 = 1 + 2 + 4 + 8 + 16 + 32 + 64 + 127 + 254 + 508 + 1016 + 2032 + 4064
```

## 짝수 완전수
고대 그리스인들은 이들 네 개의 완전수밖에는 알지 못했다. 유클리드는 이들을 {\displaystyle 2^{n-1}\cdot (2^{n}-1)} 에 알맞은 수를 대입해 구할 수 있다는 것을 발견했다.
n = 1 일 때:   20 · (21 − 1) = 0
n = 2 일 때:   21 · (22 − 1) = 6
n = 3 일 때:   22 · (23 − 1) = 28
n = 5 일 때:   24 · (25 − 1) = 496
n = 7 일 때:   26 · (27 − 1) = 8128
이때 {\displaystyle n}은 언제나 소수이지만 {\displaystyle n}이 소수라고 2n − 1도 꼭 소수가 되지는 않는다. 2n − 1이 소수일 때는 이를 메르센 소수라고 부른다. 마랭 메르센은 17세기에 정수론과 완전수를 연구한 수도승이었다.
{\displaystyle 2^{n-1}\cdot (2^{n}-1)={\frac {M_{n}(M_{n}+1)}{2}}} 즉, 짝수 완전수와 메르센 소수 사이에는 일대일 대응이 있다는 것이 밝혀졌다.
모든 짝수 완전수가 {\displaystyle 2^{n-1}\cdot (2^{n}-1)} 꼴이므로, 모든 짝수 완전수는 연속된 자연수의 합으로 표현할 수 있다. 그러나 메르센 수가 소수가 아닌 경우에는 해당 숫자는 과잉수가 된다. 그와 동시에 모두 반완전수이기도 하다. 그러한 예는 120, 2016, 32640, 130816 등이 있다. 15, 63, 255, 511 등은 모두 메르센 수들 중에서 소수가 아닌 합성수이기 때문이다.
```
   0 = 0
   6 = 1 + 2 + 3
  28 = 1 + 2 + 3 + 4 + 5 + 6 + 7
 496 = 1 + 2 + 3 + 4 + 5 + 6 + 7 + 8 + 9 + . . . + 30 + 31
```

메르센 소수의 수가 유한한지 무한한지는 알려져 있지 않다. 그러므로 짝수 완전수의 수가 무한한지도 알려져 있지 않다.

## 홀수 완전수
만약 홀수 완전수가 존재한다면 그 수는 다음 조건을 만족한다.
- 101500보다 크다.[1]
- 105의 배수가 아니며[2] N ≡ 1 (mod 12) 또는 N ≡ 81 (mod 324) 또는 N ≡ 117 (mod 468)꼴이다.[3]
- 가장 큰 소인수는 108보다 크고[4] {\displaystyle {\sqrt[{3}]{3N}}}보다 작다.[5]
- 두 번째로 가장 큰 소인수는 10000보다 크고,[6] {\displaystyle {\sqrt[{5}]{2N}}}보다 작다.[7]
- 세 번째로 가장 큰 소인수는 100보다 크고,[8] {\displaystyle {\sqrt[{6}]{2N}}}보다 작다.[9]
- 소인수는 중복을 포함하여 적어도 101개이고 서로 다른 소인수는 10개 이상이다.[1][10] 만약 3이 인수가 아니면, 서로 다른 소인수는 적어도 12개이다.[11]
- N은 {\displaystyle N=q^{\alpha }p_{1}^{2e_{1}}\cdots p_{k}^{2e_{k}}}의 형태이며 다음을 만족시킨다.

- {\displaystyle q,p_{1},\cdots ,p_{k}}는 서로 다른 소수이다. (오일러)
- {\displaystyle q\equiv \alpha \equiv 1{\pmod {4}}} (오일러)
- N의 가장 작은 소인수는 {\displaystyle {\frac {k-1}{2}}} 이하이다.
- N을 나누는, 1062보다 큰 소수의 거듭제곱수가 적어도 하나 있다.
- {\displaystyle N<2^{(4^{k+1}-2^{k+1})}}
- {\displaystyle \alpha +2e_{1}+2e_{2}+2e_{3}+\cdots +2e_{k}\geq {\frac {99k-224}{37}}}.
- {\displaystyle qp_{1}p_{2}p_{3}\cdots p_{k}<2N^{\frac {17}{26}}}.

더 나아가서 지수 e1, ..., ek에 대해서는 다음과 같은 결과가 알려져 있다.
- 모든 ei가 ei ≡ 1 (mod 3)인 것은 아니다.[18]
- (e1, ..., ek) ≠ (1, ..., 1, 3),[19] (1, ..., 1, 5), (1, ..., 1, 6).[20]
- e1 = ... = ek = e인 경우,
  - e는 3,[21] 5, 6, 8, 11, 14, 18,[20] 24[22]가 아니다.
  - {\displaystyle k\leq 2e^{2}+8e+2}, {\displaystyle N<2^{4^{2e^{2}+8e+3}}}.[23]

## 같이 보기
- 초완전수
- 반완전수
- 준완전수
- 부족수
- 과잉수